# Caenurgina livida
Caenurgina livida är en fjärilsart som beskrevs av Letcher. Caenurgina livida ingår i släktet Caenurgina och familjen nattflyn. Inga underarter finns listade i Catalogue of Life.